# Oliver Twist (pel·lícula de 1916)
Oliver Twist és una pel·lícula muda produïda per Lasky, dirigida per James Young i protagonitzada per Marie Doro i Tully Marshall. La pel·lícula, basada en la famosa novel·la de Charles Dickens i en la versió teatral del 1912 de J. Comyns Carr, protagonitzada per la mateixa Doro a Broadway, es va estrenar l'onze de desembre de 1916. Es considera una pel·lícula perduda.

## Argument
Condemnat al celler del taller després de demanar una segona ració de farinetes, l’orfe Oliver Twist aconsegueix escapar-se de l’orfenat. Un cop als carrers de Londres, coneix l'Artful Dodger i s'uneix a la banda de captaires i delinqüents de Fagin. Més tard, Bill Sikes l'obliga a participar en un robatori, durant el qual Oliver és detingut. Malgrat la seva participació, Oliver és acollit per les víctimes del robatori, que el cuiden. Bill el localitza i es prepara per matar-lo per haver arruïnat el seu robatori però la dona de Bill, Nancy, alerta la policia i rescaten Oliver. Abans d’escapar-se de la policia Bill assassina Nancy però després ell també és mort durant la fugida. Aleshores, el senyor Brownlow, un amic del difunt pare del nen, troba l'Oliver després d'anys de recerca i li restitueix les propietats del seu pare.

## Repartiment
- Marie Doro (Oliver Twist)
- Tully Marshall (Fagin)
- Hobart Bosworth (Bill Sykes)
- Raymond Hatton (Jack Hawkins)
- James Neill (Mr. Brownlow)
- Edythe Chapman (Mrs. Brownlow)
- Elsie Jane Wilson (Nancy)
- Harry Rattenbury (Mr. Bumble)
- Carl Stockdale (Monks)
- W. S. Van Dyke (Charles Dickens)